# 3518 Florena
3518 Florena este un asteroid din centura principală, descoperit pe 18 august 1977 de Nikolai Cernîh.